# تشونغ مان
تشونغ مان (بالصينية: 仲满) هو مبارز بالسيف صيني، ولد في 28 فبراير 1983 في نانتونغ في الصين.

## وصلات خارجية
- تشونغ مان على موقع الاتحاد الدولي للمبارزة (الإنجليزية)
- تشونغ مان على موقع أوليمبيديا (الإنجليزية)